# René de Knyff
Baron René de Knyff (10. prosince 1865 Antverpy – 1954) byl francouzský automobilový závodník a později prezident Commission Sportive Internationale (CSI), nyní známé jako FIA. Je považován za jednoho z doyenů automobilového sportu a jednoho z největších závodníků počáteční éry.
Ačkoliv se narodil v Belgii (jako René De Knijff) prožil většinu života ve Francii, francouzské občanství získal až v roce 1914. Se závoděním začal v sezóně 1897 v závodě Marseille-La Turbie, dojel čtvrtý. V letech 1897 až 1903 se účastnil 18 závodů, z nichž v pěti zvítězil (Paříž-Bordeaux 1898, Spa-Bastogne-Spa 1899, Tour de France 1899, Circuit du Sud-Ouest Pau 1899 a Nice-Marseille-Nice, 1900).
Dalšími úspěchy bylo druhé místo v závodě Paříž-Berlín v roce 1901 a druhé místo v Poháru Gordona Bennetta 1903. Při stejném závodě na trati Paříž-Innsbruck v roce 1902 s velkým náskokem vedl, ale 40 kilometrů před cílem musel kvůli technické závadě odstoupit.
Ve všech soutěžích jel s vozem firmy Panhard & Levassor, kde byl zaměstnán ve vedoucí pozici. V závodě měl pokaždé na hlavě čepici námořního kapitána, kterou však vždy brzy po startu ztratil. Během své závodní kariéry proslul gentlemanstvím a sportovním chováním. Například během závodu Paříž-Bordeaux v roce 1895 viděl jak jeho velký rival Fernand Charron (stejně jako Knyff a Léonce Girardot jezdící v týmu Panhard) sedí u silnice u svého nespolehlivého vozu, unavený a zoufalý. De Knyff zastavil, zeptal se Charrona jestli mu může nějak pomoci, nabídl mu sklenici koňaku a povzbuzoval jej, aby v závodě pokračoval. Charron jej poslechl.
René de Knyff byl velmi populární postavou nejen kvůli mohutnému plnovousu, bohémskému stylu života (vždy věděl, kde mají nejlepší šampaňské, doutníky a rýnské víno) a zájmu o mnohé další sporty, jako například tenis, střelbu, cyklistiku nebo lov.
Po roce 1903 přestal aktivně závodit. Stal se předsedou závodní sekce francouzského autoklubu a od roku 1922 až do roku 1946 byl prezidentem CSI, předchůdkyně dnešní Mezinárodní automobilové federace (FIA).